# تاورضة
تاورضة (باللاتينية: Taourda) دوار مغربي ريفي يقع في مقدمة جبال الريف ضمن نفوذ جماعة الوردزاغ إقليم تاونات جهة تازة الحسيمة تاونات.
يزخر الدوار بطبيعة خلابة وموارد مائية مهمة إضافة إلى مآثر تاريخية متعددة الأزمنة، مما يجعله مؤهلا ليكون قبلة سياحية مهمة على الصعيدين الإقليمي والجهوي، لكنه وفي نفس الوقت يعرف إهمالا شديدا من هذه الناحية وغيابا لأي نوع من البنيات التحتية السياحية

## المعطيات التاريخية
تعود قصة منطقة «تاورضة» إلى بداية تكوين الكرة الأرضية، ومنذ ذلك الحين فقد تعاقب عليه استيطان بشري منذ القدم مما خلف فيه مستحاثات وآثار تاريخية لا تزال صامدة إلى الآن

## جمعية تاورضة للتنمية البشرية
حتى الآن، تعد جمعية تاورضة للتنمية البشرية الجمعية الوحيدة بالدوار، حيث تأسست في 21 شتنبر 2009 وتعقد جمعها السنوي العام الذي يضم أغلب سكان تاورضة في يوم عيد الفطر من كل سنة حيث يتم تدارس الإنجازات المحققة والخطط المستقبلية

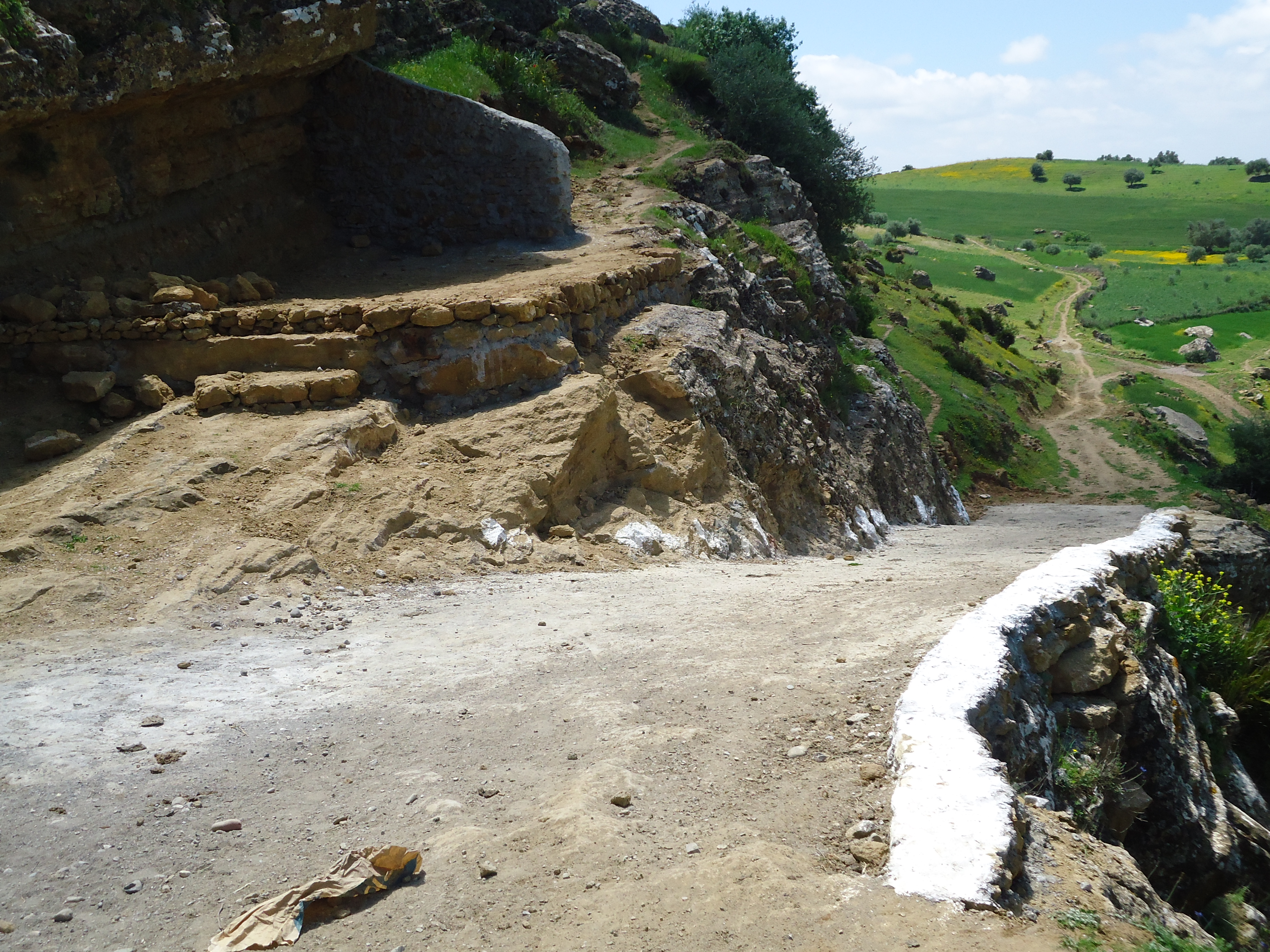
طريق تاورضة التي لعبت دورا كبيرا في فك العزلة عن الدوار

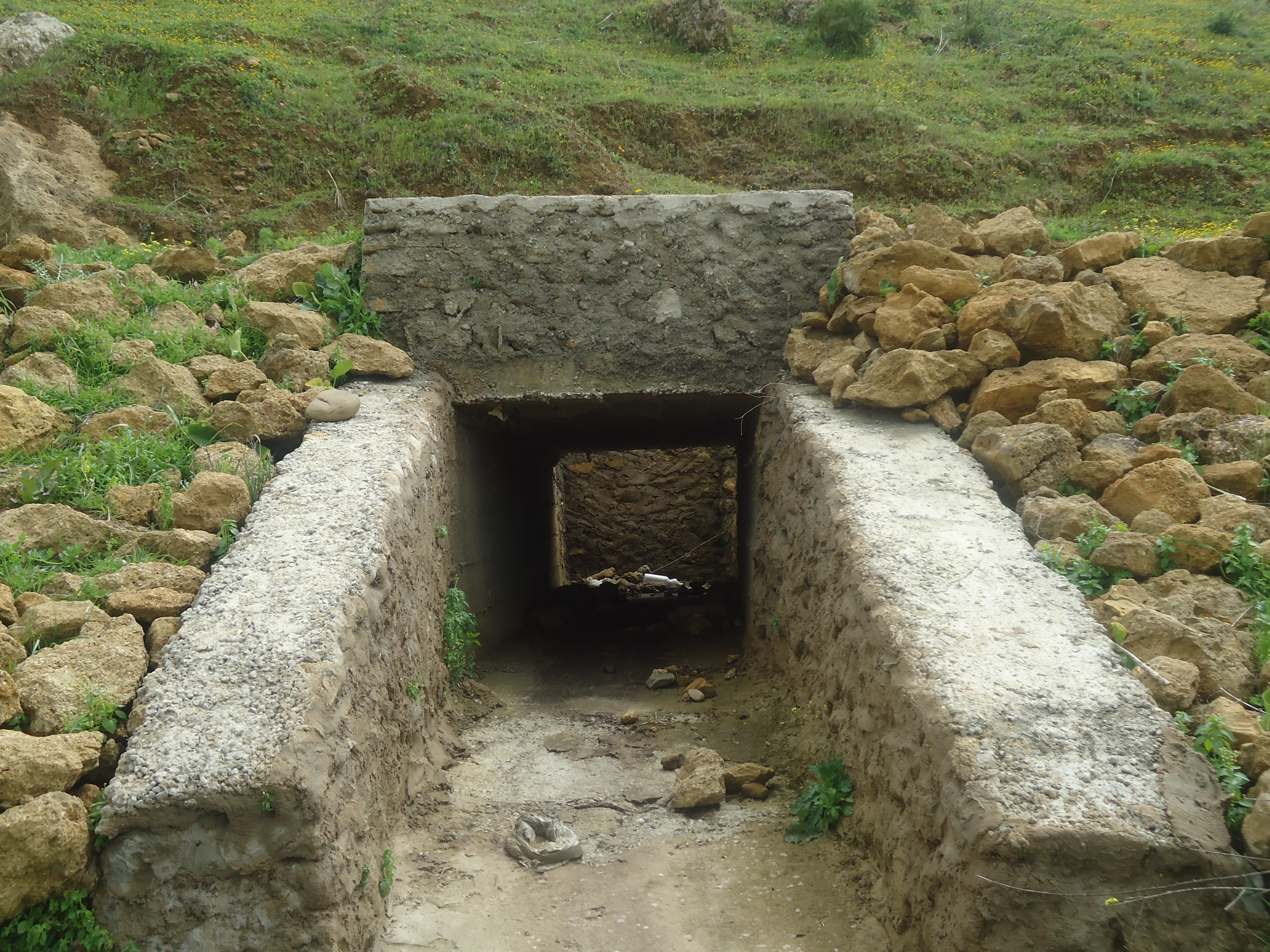
إحدى القناطر التي مولت بالكامل من صندوق الجمعية

### الأنشطة
تقوم الجمعية منذ تأسيسها منذ قرابة الأربع سنوات بعدد من الأنشطة والفعاليات التي تروم بها تحسين الظروف المعيشية والبنيات التحتية للدوار
يعد فك العزلة هدفا أساسيا للجمعية في الوقت الحالي نظرا لما كان يشكله غياب أي طريق للسيارات يخترق الدوار في الماضي من صعوبات ومشاكل على الساكنة، وقد نجحت الجمعية في تحقيق أشواط كبيرة في مجال فك العزلة من خلال تشييد طريق ترابية لازال العمل فيها جار حتى الآن عن طريق جهود سكان الدوار والمتعاطفين معه ومساهماتهم المادية والتطوعية
إضافة إلى هذا فقد قامت الجمعية بالقيام بعدد من الأعمال الاجتماعية لصالح الفئات المعوزة بالدوار كمساعدات عيد الأضحى وتوزيع الكراسي والعصي على العجزة وذوي الاحتياجات الخاصة.